# Pandemia de COVID-19 en Córdoba (Argentina)
El primer caso confirmado de la Pandemia de COVID-19 en Córdoba se dio a conocer el 6 de marzo de 2020. Se trataba de un hombre de 57 años de edad que procedía de un viaje del norte de Italia. El paciente residía en la localidad de Morteros, Departamento San Justo. Desde entonces, se han reportado 133.512 casos confirmados y 2541 fallecidos por COVID-19 en la totalidad de la provincia. 

## Cronología

### 2020: Brote inicial, crecimiento exponencial y primera ola
Casos sospechosos
Primeros casos

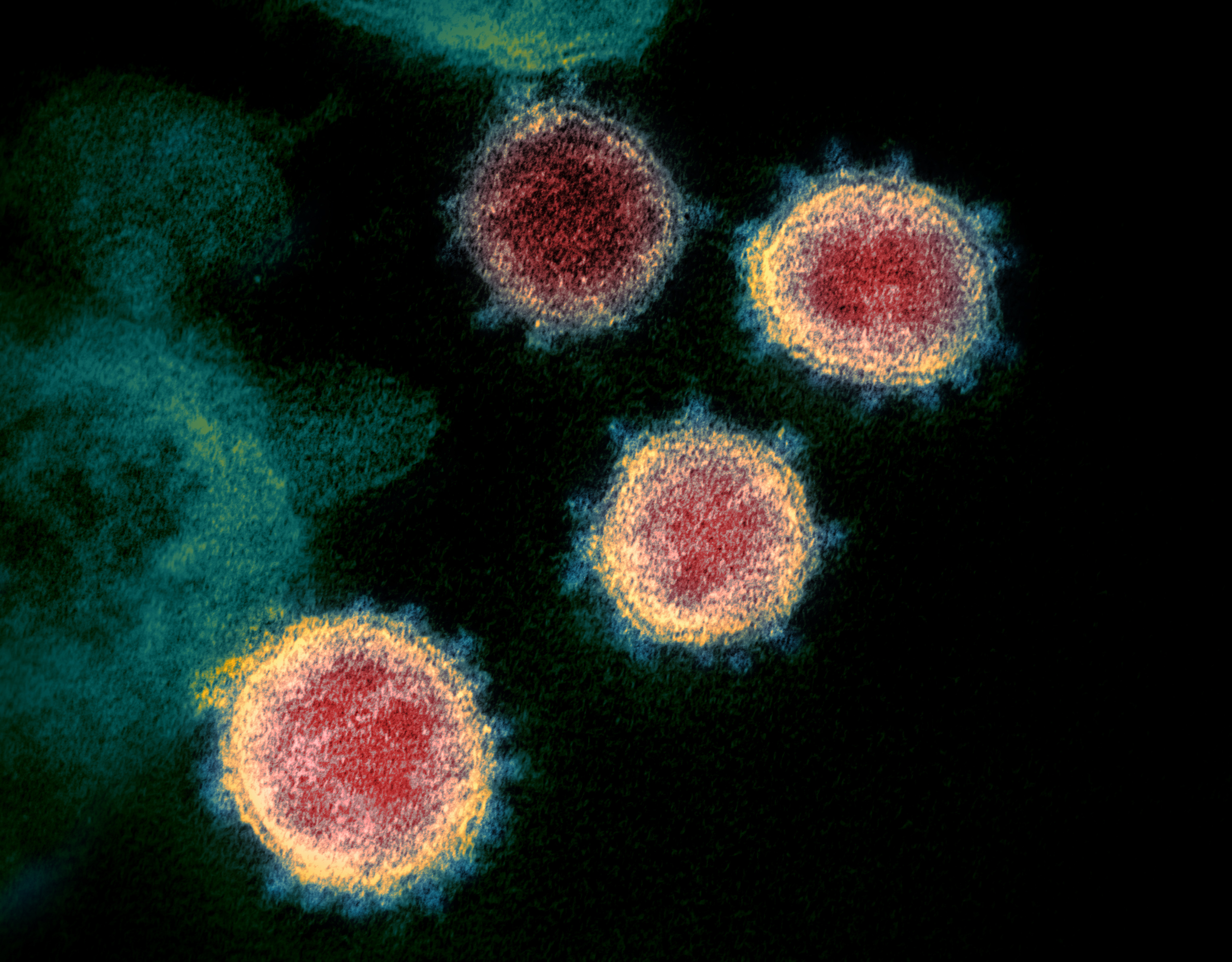
Imagen del SARS-CoV-2 captada a través de un microscopio electrónico de transmisión del Instituto Nacional de Alergias y Enfermedades Infecciosas.

El 6 de marzo de 2020 se confirmó el primer caso de contagio por el nuevo coronavirus (SARS-CoV-2) en la provincia argentina de Córdoba. Se trataba de un paciente de sexo masculino de 57 años sin antecedentes personales patológicos. Había regresado de un viaje al extranjero, más precisamente de Italia, pasando así por ciudades como Milán, Roma, Venecia y Bolonia. Oriundo de la ciudad de Morteros, presentó sintomatología relacionada con el coronavirus (fiebre, tos y rinorrea), 6 días de su regreso de Italia. Inicialmente se procedió a tomarle un hispoado para problemas respiratorios al que resultó negativo. Tras esto, se le realizó un test de COVID-19, cuyas muestras fueron enviadas al Instituto Malbrán, donde el resultado arrojó a positivo. El 2 de marzo de 2020 el paciente fue trasladado a la ciudad de Córdoba, en donde fue atendido en el Hospital Privado. El 4 de marzo de dicho año fue dado de alta y desde entonces permanece autoaislado en un departamento en Córdoba. Sus familiares cercanos dieron a negativo a COVID-19.

### 2022: Tercera ola y aumento supersónico de casos
El 9 de diciembre el MSAL informa que un hombre residente en Dubái quien llegó a la Argentina el 1 de diciembre con su familia para visitar la ciudad de Colonia Caroya había sido identificado como un posible caso compatible con la variante ómicron, el primero en la provincia. En tanto, la ANLIS - Malbrán se encontraba realizando la secuenciación genómica correspondiente en el paciente índice y tres de sus contactos, analizando un total de cuatro muestras. Más tarde, el 12 de diciembre el mismo ente confirma a través de un parte de prensa que en contacto con el Instituto Malbrán se había detectado la presencia de ómicron en los cuatro casos reportados el 9. Tras ello, 79 personas se encontraban acatando aislamiento como medida preventiva.
El 17 de diciembre, el MinSalCba pudo confirmar la presencia de ómicron en 456 personas, a partir de varios brotes registrados en Colonia Caroya, vinculados a fiestas estudiantiles masivas tras el fin del ciclo escolar 2021. Gabriela Barbás, Secretaria de Salud de la provincia, detalló a La Nación que los casos tienen nexo epidemiológico, por lo que aún no existe transmisión comunitaria en Córdoba. Además, Barbás añadió que pronto la circulación antedicha se generará en la provincia y que ómicron se convertiría en la variante predominante.

## Estadísticas

### Gráficos
Nota: La última vez que el MinSalCba aportó el número de estudios efectuados para el diagnóstico de COVID-19 en la jurisdicción fue el 15 de marzo de 2022. En un comunicado emitido el día anterior (14), se informó que los datos diarios con relación a la pandemia de COVID-19 en la provincia serían trasladados a un tablero digital desde el 16 del mismo mes. En el anuncio no se hizo mención sobre la inclusión del indicador de pruebas procesadas en el cuadro de mando. Esto se confirmó cuando el dashboard fue publicado.

### Casos por departamentos
| Capital                | 1 329 604 | 29179 | 437 |
| Río Cuarto             | 246 393   | 8911  | 178 |
| Marcos Juárez          | 104 205   | 2725  | 22  |
| Colón                  | 225 151   | 3441  | 44  |
| Tercero Arriba         | 109 554   | 3139  | 34  |
| Juárez Celman          | 61 078    | 1442  | 40  |
| General San Martín     | 127 454   | 3320  | 13  |
| Santa María            | 98 188    | 1864  | 20  |
| Río Segundo            | 103 718   | 1717  | 4   |
| Punilla                | 178 401   | 1649  | 28  |
| Unión                  | 105 727   | 1225  | 5   |
| Calamuchita            | 54 730    | 843   | 6   |
| Pdte. Roque Sáenz Peña | 36 282    | 519   | 9   |
| San Justo              | 206 307   | 1547  | 17  |
| San Javier             | 53 520    | 437   | 4   |
| Río Primero            | 46 675    | 801   | 4   |
| Totoral                | 18 556    | 192   | 2   |
| General Roca           | 35 645    | 323   | 5   |
| San Alberto            | 37 004    | 173   | 2   |
| Cruz del Eje           | 58 759    | 300   | 3   |
| Ischilín               | 31 312    | 302   | 1   |
| Tulumba                | 12 673    | 74    | 1   |
| Sobremonte             | 4 591     | 35    | 2   |
| Río Seco               | 13 242    | 50    | 2   |
| Minas                  | 4 727     | 21    | 0   |
| Pocho                  | 5 380     | 12    | 0   |
| Total de la provincia  | 3 308 876 | 64560 | 890 |